# Nyazepetrovsky (huyện)
Huyện Nyazepetrovsky (tiếng Nga: ? райо́н) là một huyện hành chính tự quản (raion), của Tỉnh Chelyabinsk, Nga. Huyện có diện tích 3526 kilômét vuông, dân số thời điểm ngày 1 tháng 1 năm 2000 là 24200 người. Trung tâm của huyện đóng ở Nyazepetrovsk.